# Туризм у Молдові

Дерево життя — туристичний логотип Молдови. Туристичне гасло — «відкривай шляхи життя».

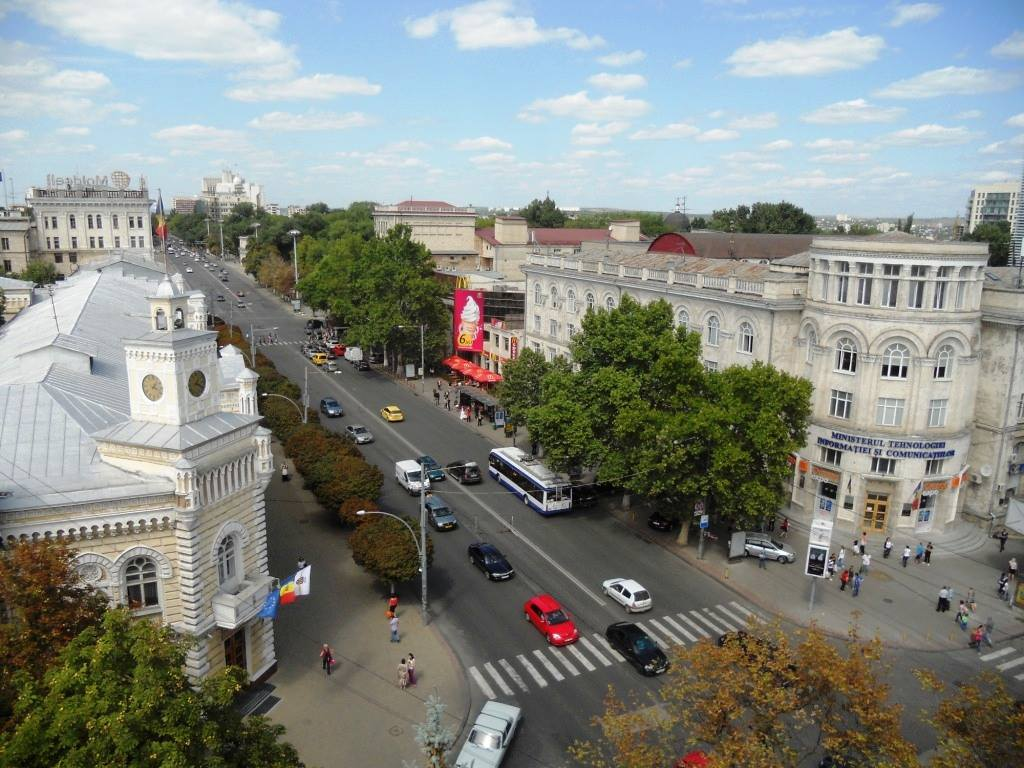
Бульвар Штефана чел Маре в Кишиневі

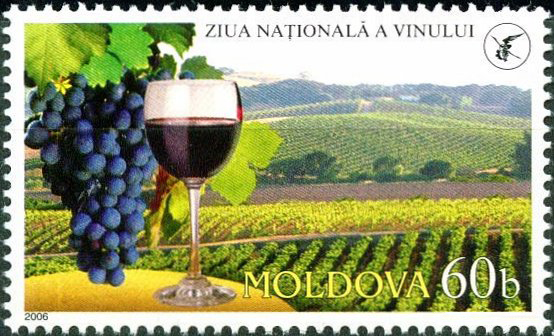
Поштова марка «Національний день вина Молдови»

Туризм в Республіці Молдова зосереджений на природних ландшафтах країни та її історії. Туристам пропонують винні тури. Виноградники та льохи включають Криково, Пуркарі, Сюмаї, Романешті, Кожушна, Мілетіі Мічі. У 2015 році Молдову відвідало 2,85 млн відвідувачів.

## Правила туризму
З січня 2007 року Молдова встановила безвізовий режим для Сполучених Штатів, Канади, Японії та Швейцарії, що має сприяти більшій кількості поїздок іноземних туристів.
З 2012 року Молдова дозволяє турецьким громадянам відвідувати країну без отримання візи.

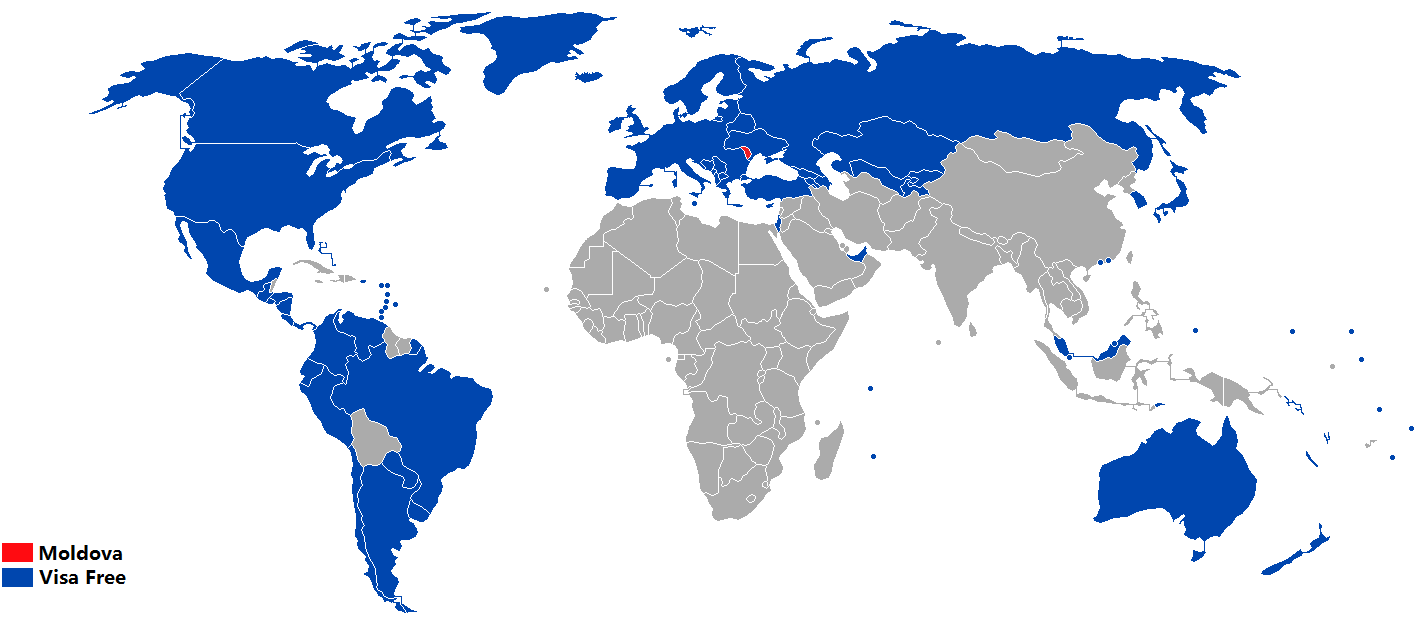
Візова політика Молдови: Молдова Віза не потрібна Необхідна віза

## Пам'ятки
- Кепріанський Успенський монастир — один із найдавніших монастирів Молдови, розташований у Кепріані
- Центральний Кишинів
- Монастир Хинку
- Muzeul Memoriei Neamului[en] — це музей у Кишиневі, присвячений «жертвам радянської окупації Бессарабії та Північної Буковини» та вшанування антикомуністичного опору в регіоні
- Національний історичний музей Молдови — це музей у Центральному Кишиневі
- Монастир Нуль Неам — молдавський православний чоловічий монастир, який розташований у Кіцканах
- Орхей — історико-археологічний комплекс, розташований у Требуєні (Національний парк Орхей)
- Сахарнянський монастир
- Сороцька фортеця — історичний форт в місті Сорока
- Особняк Манука Бея — це музей поблизу Кишинева
- Резерват Педуря-Домняске
- Резерват Прутул-де-Жос

## Галерея

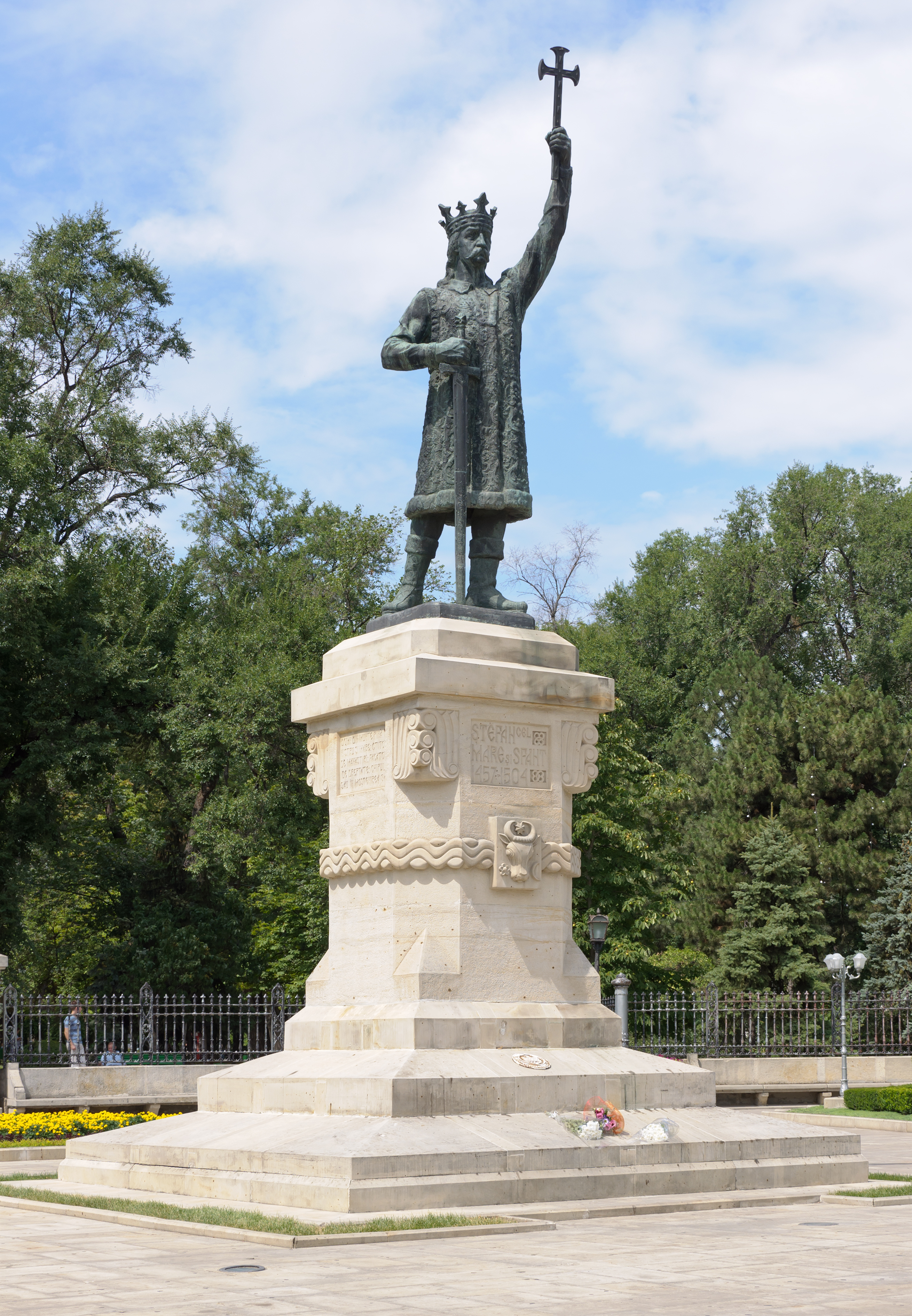
Пам'ятник Штефану Великому
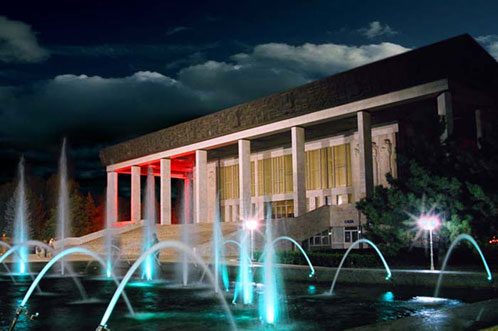
Національний театр опери та балету Республіки Молдова
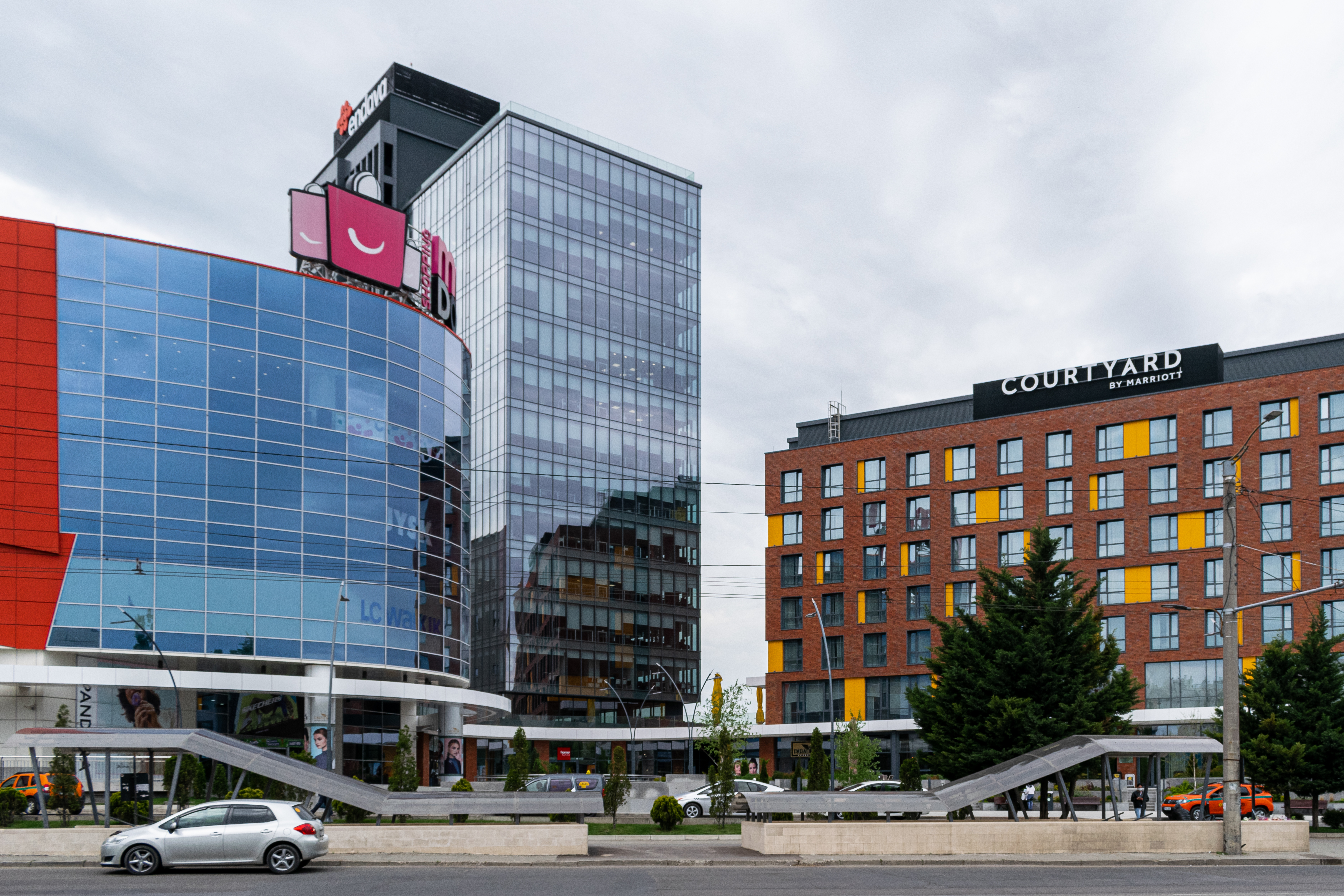
Торговий центр Chișinău MallDova
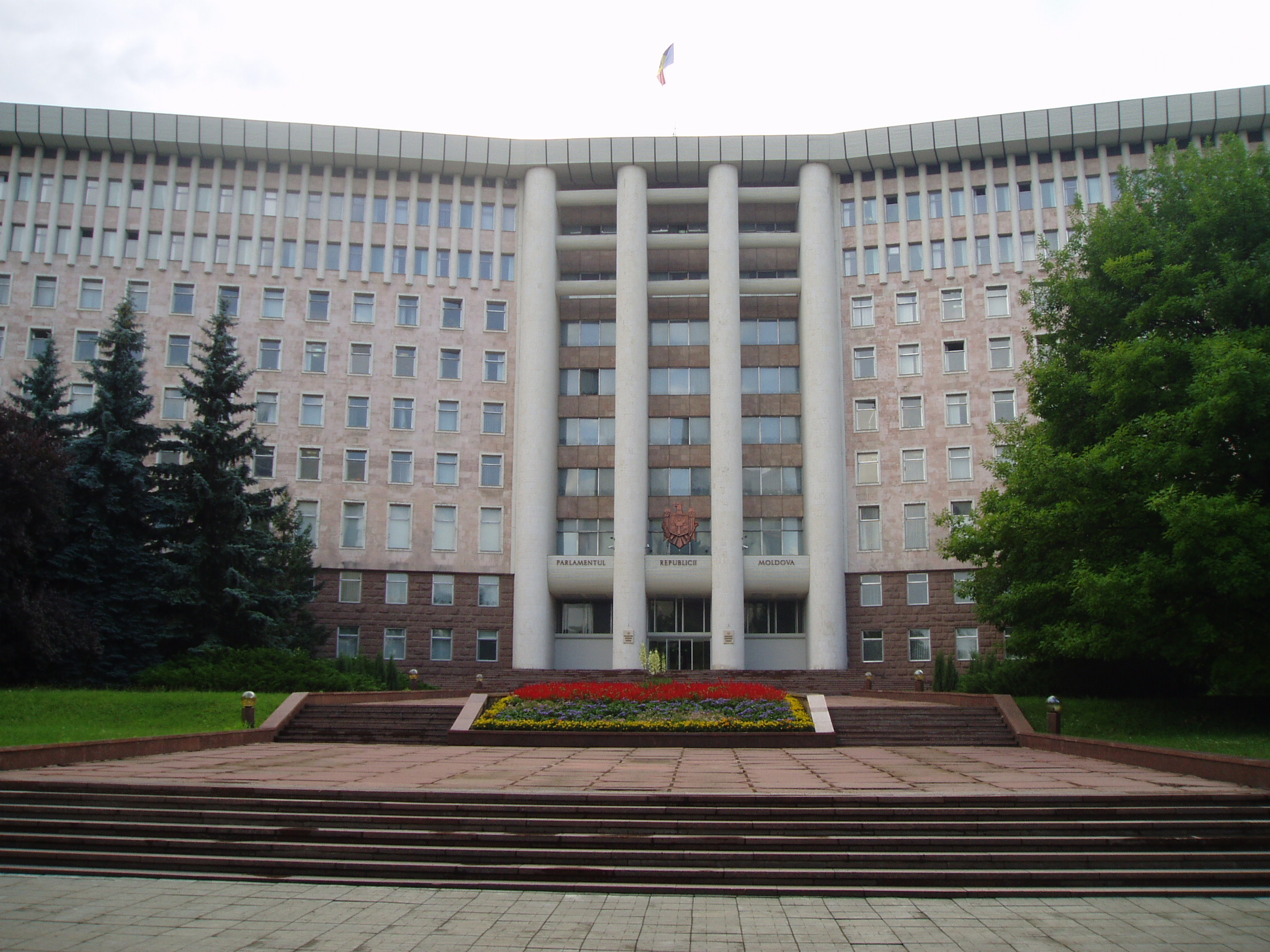
Будівля Парламенту
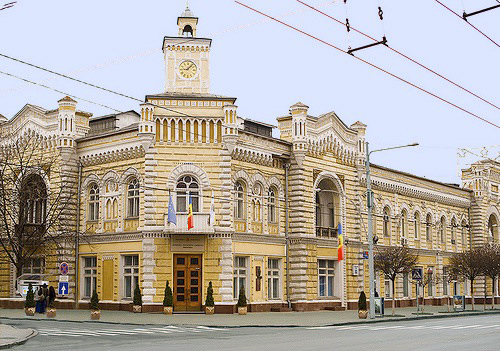
Chișinău City Hall
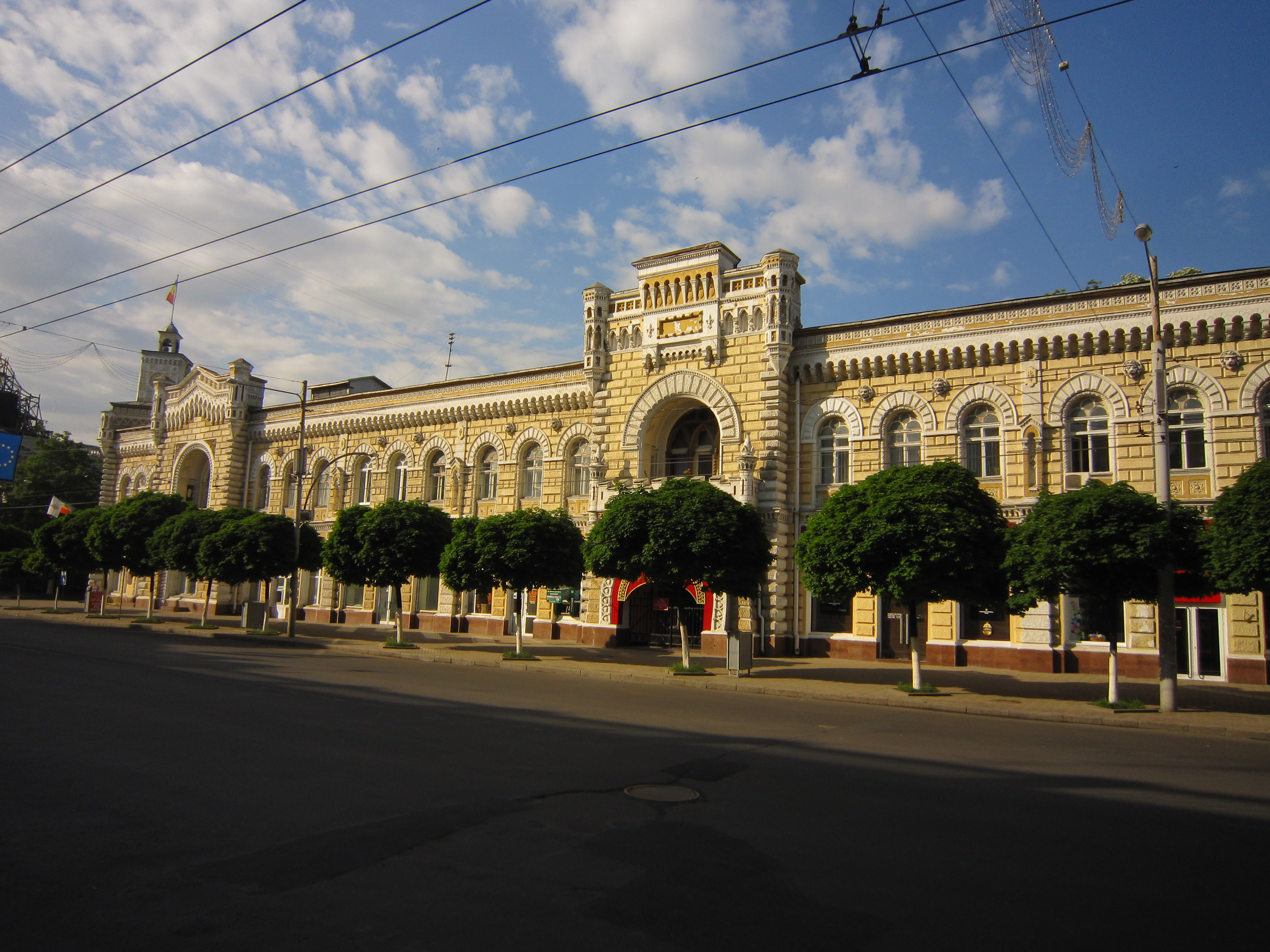
Chișinău City Hall
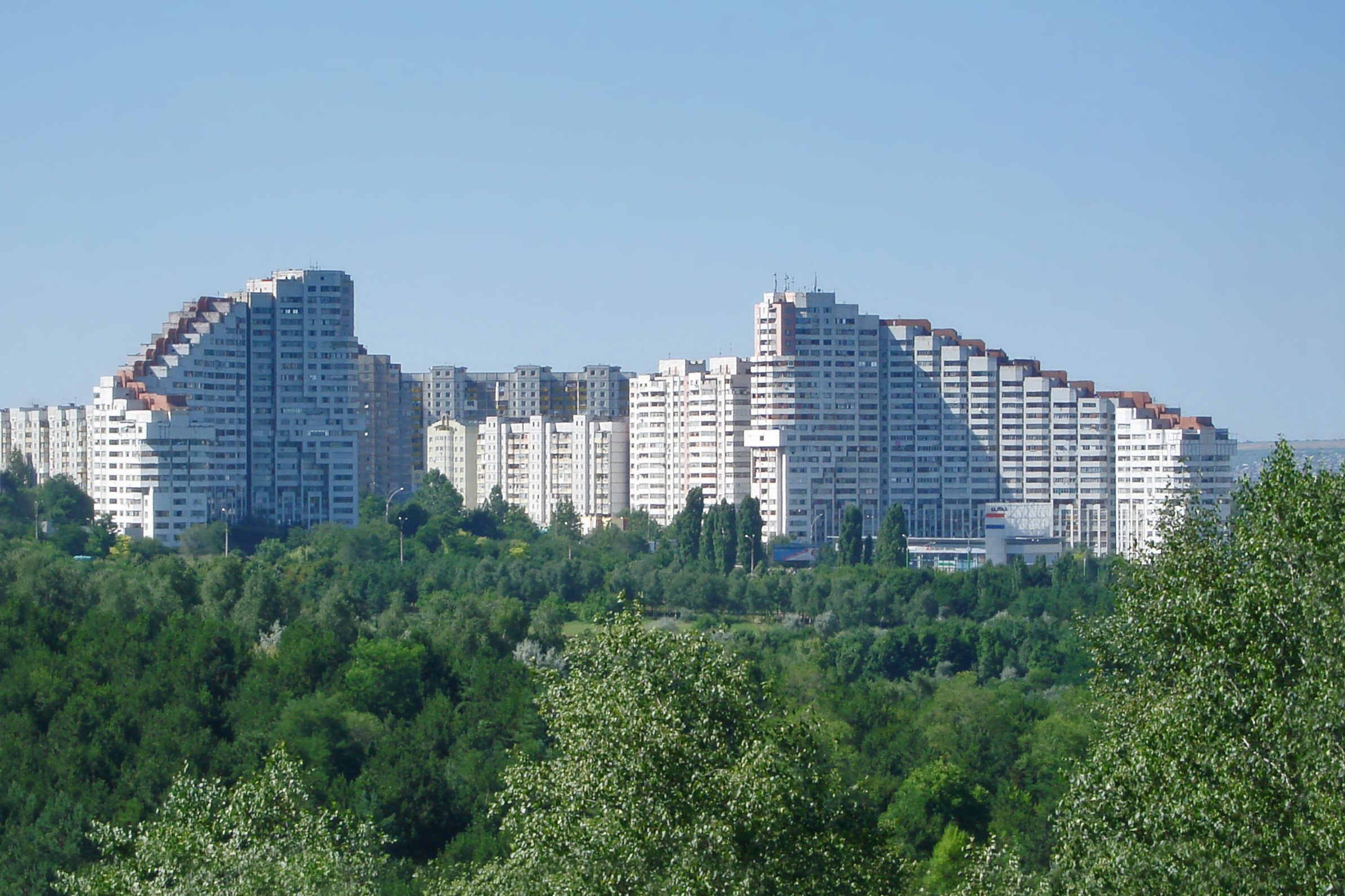
Міські ворота, Кишинів
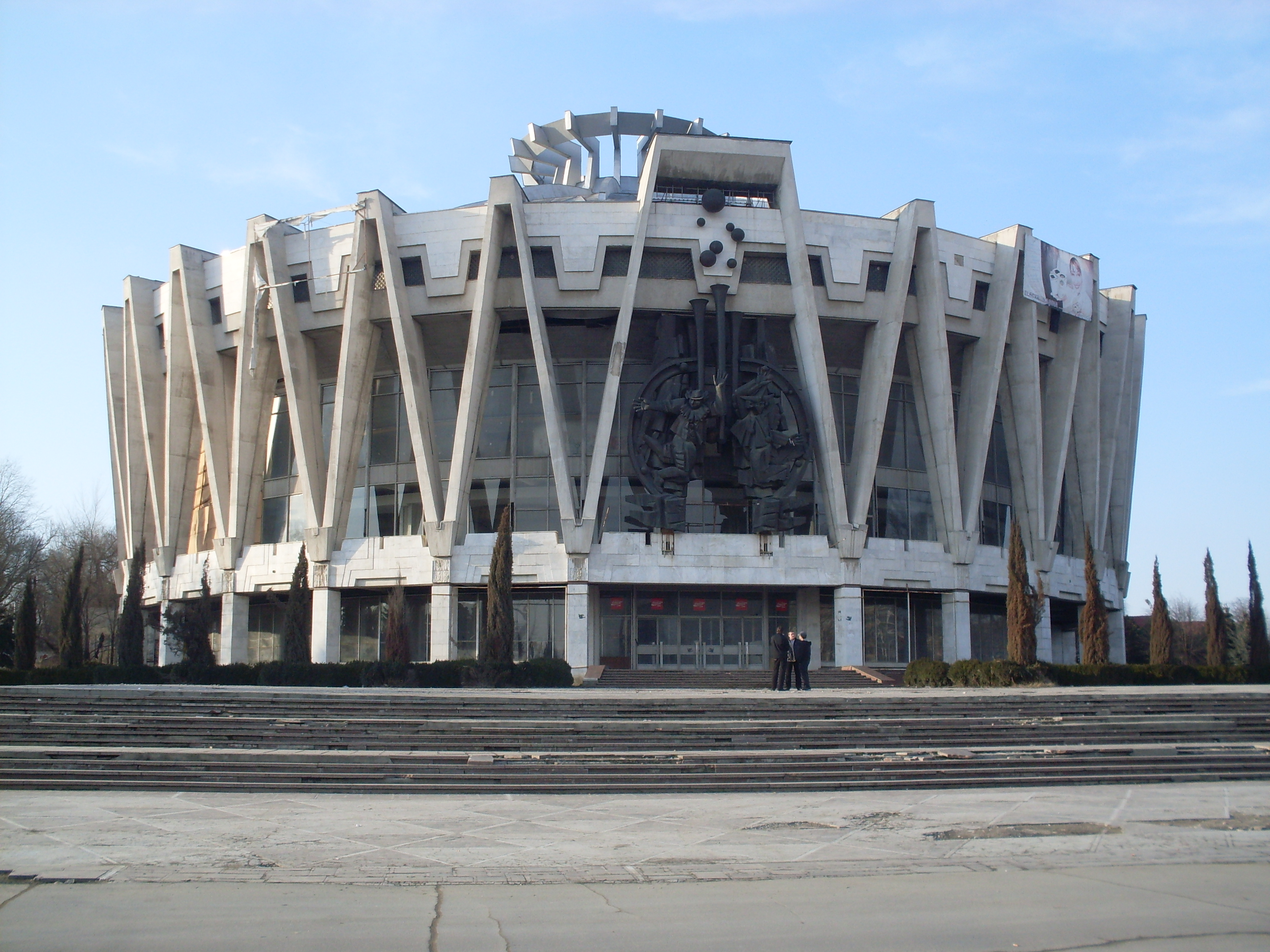
Цирк Кишинева
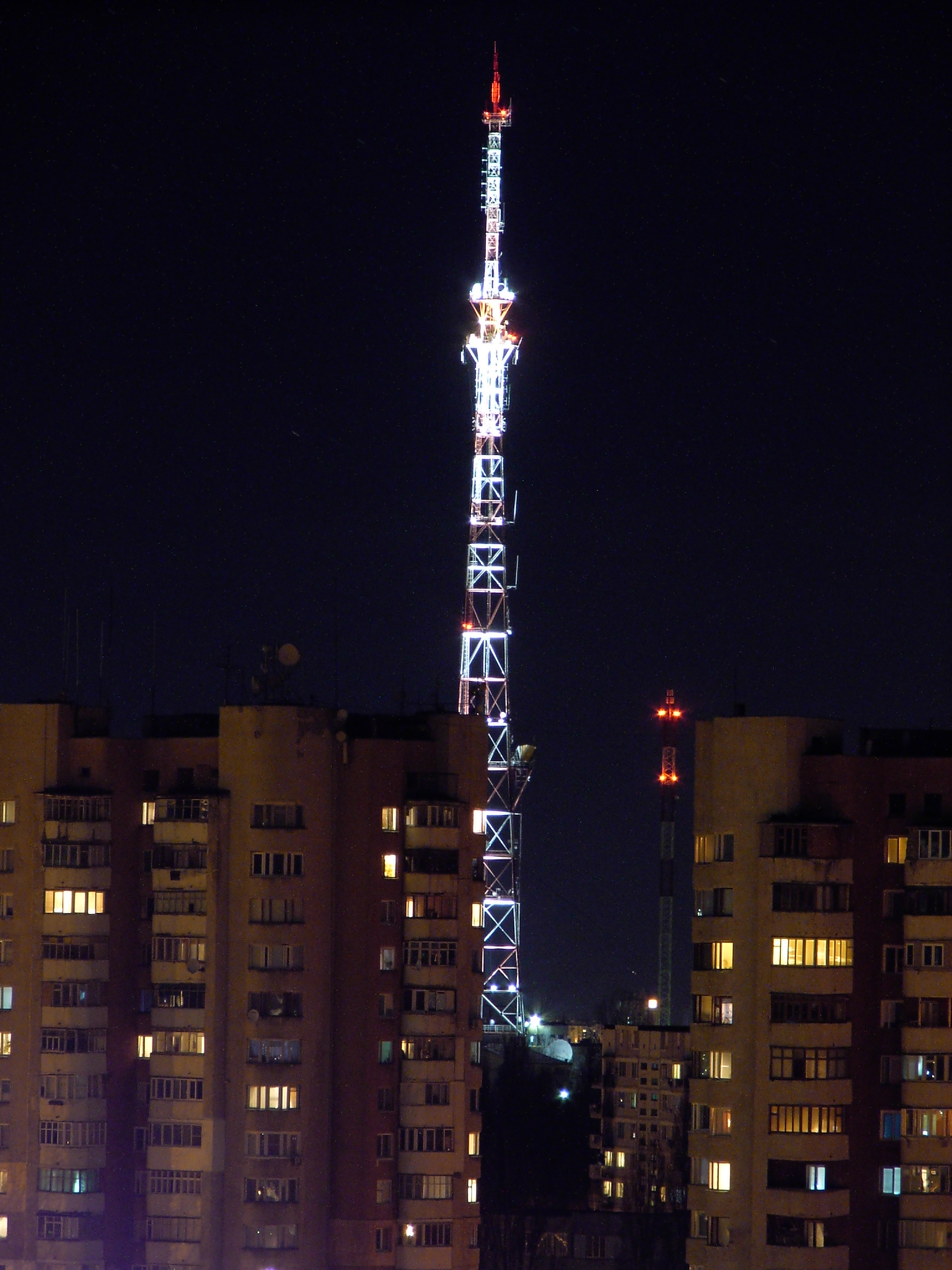
Кишинівська телевежа вночі
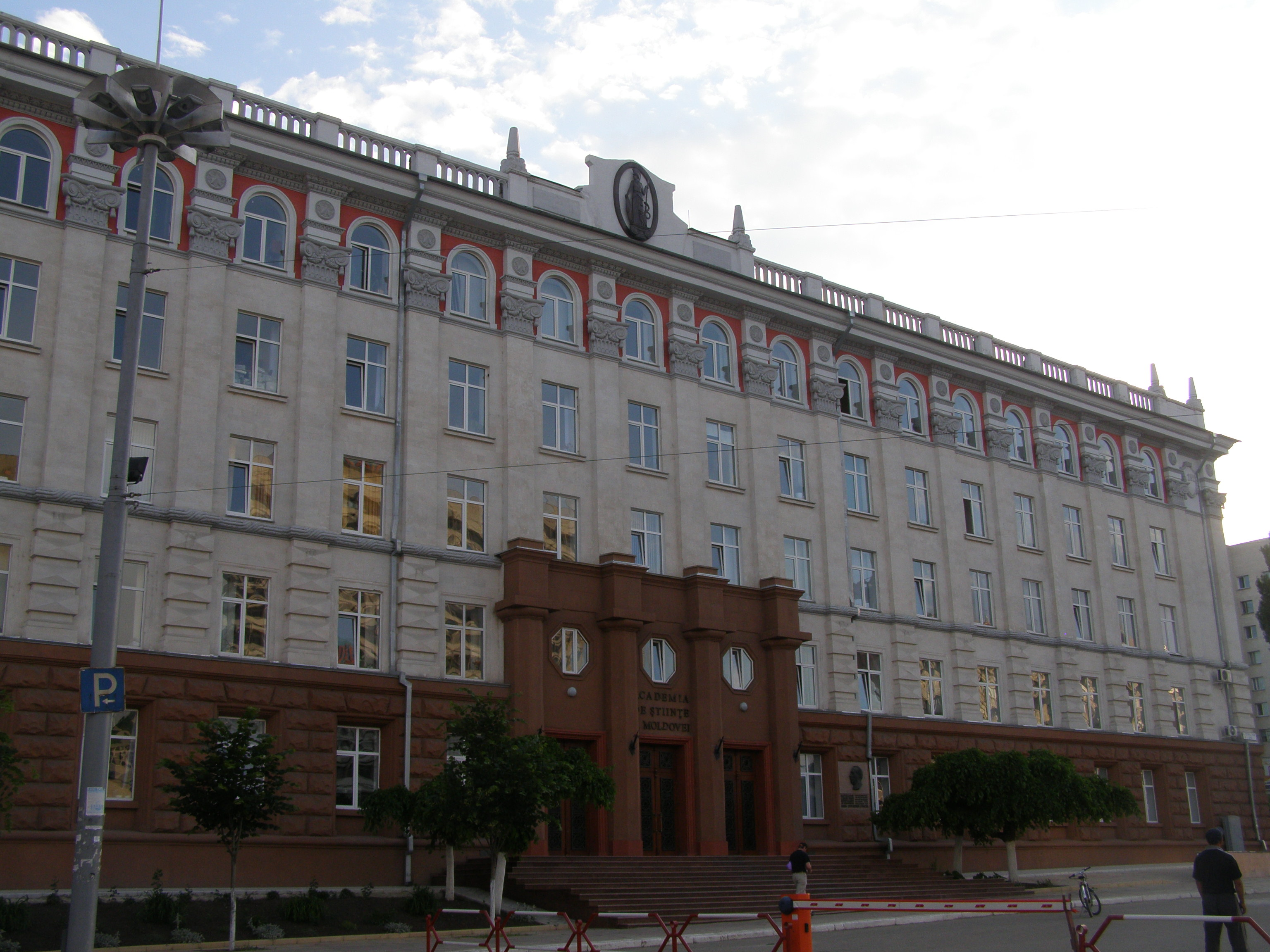
Академія наук Молдови
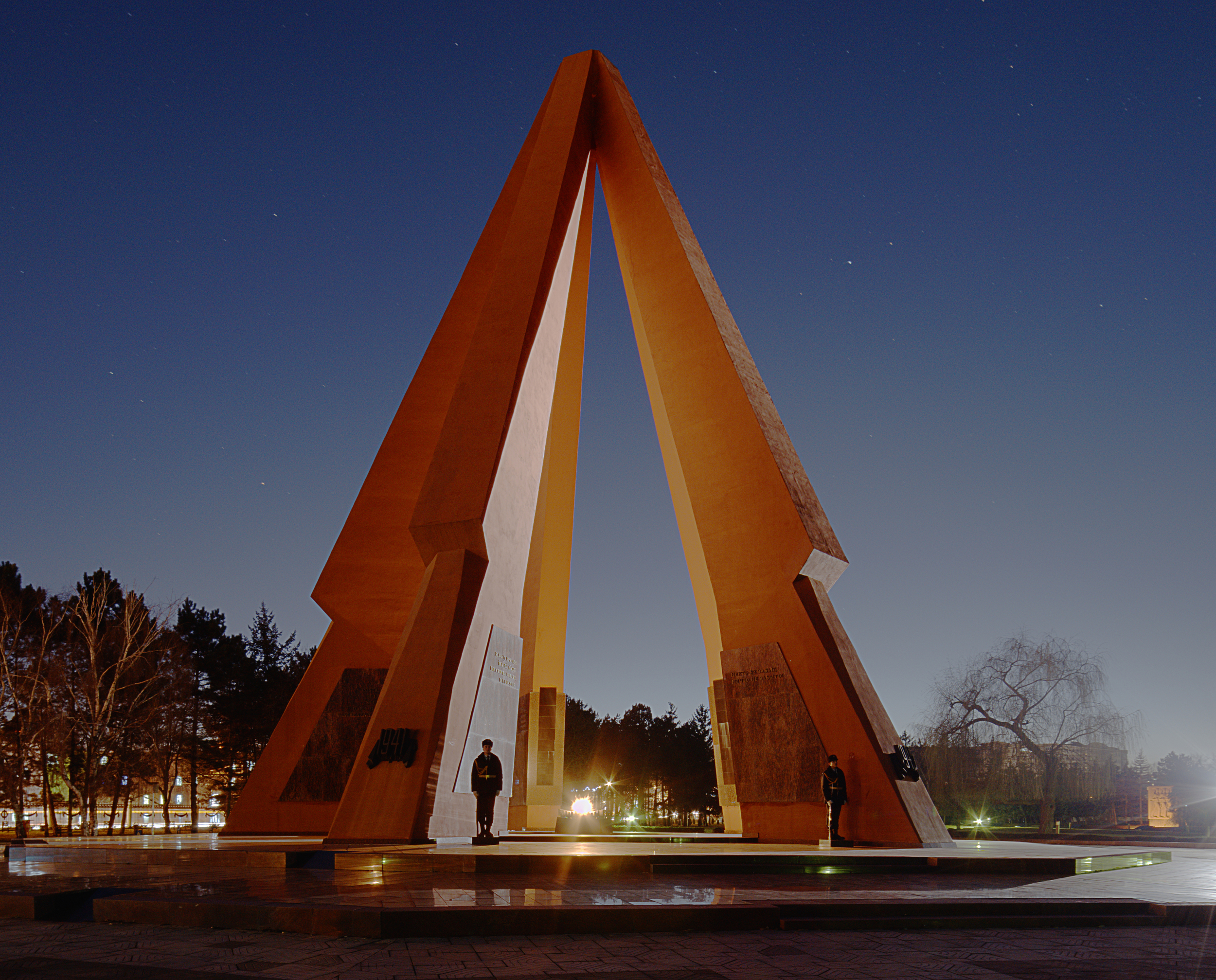
Меморіальний комплекс Вічності, Кишинів
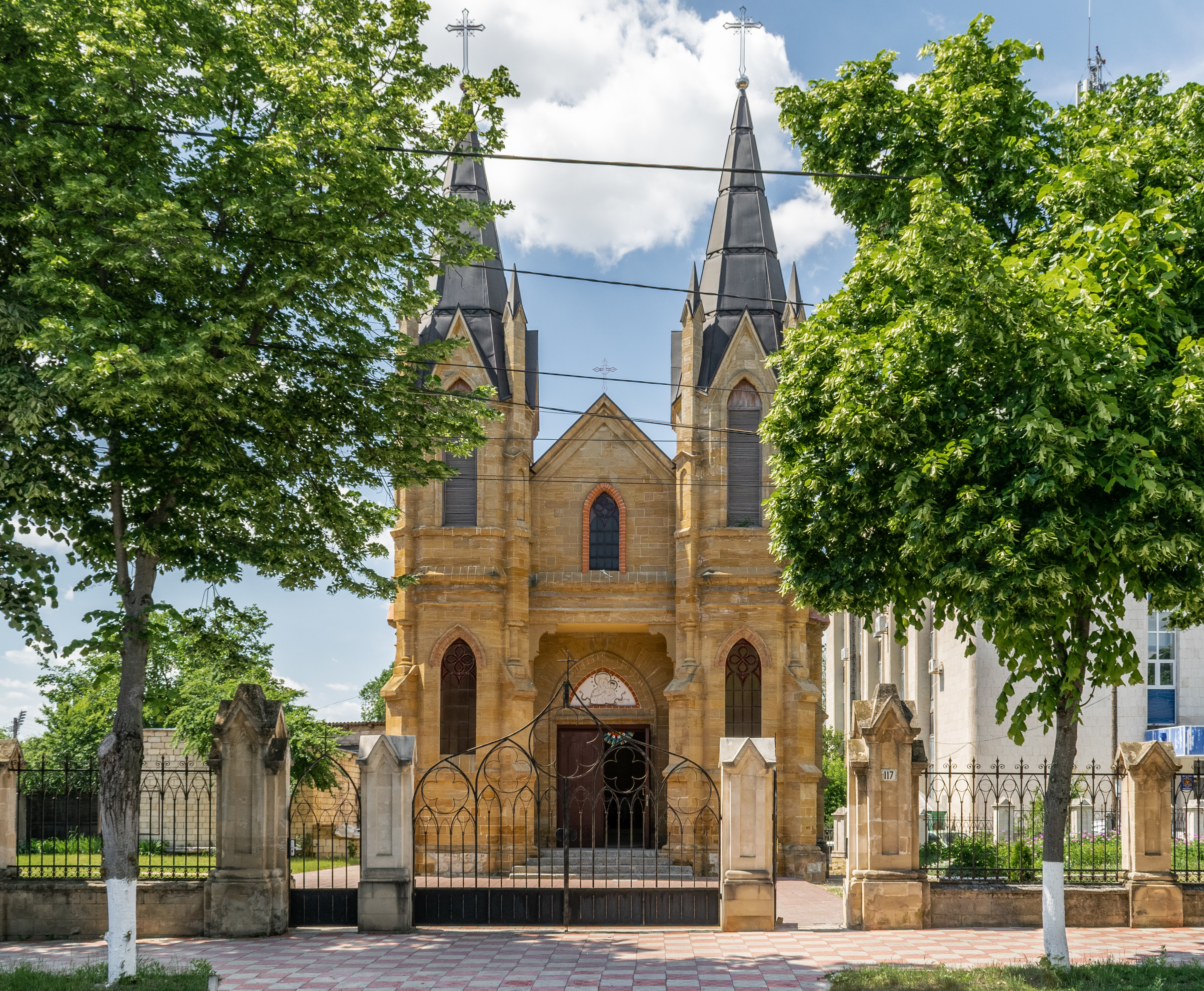
Римо-католицька церква, Оргіїв
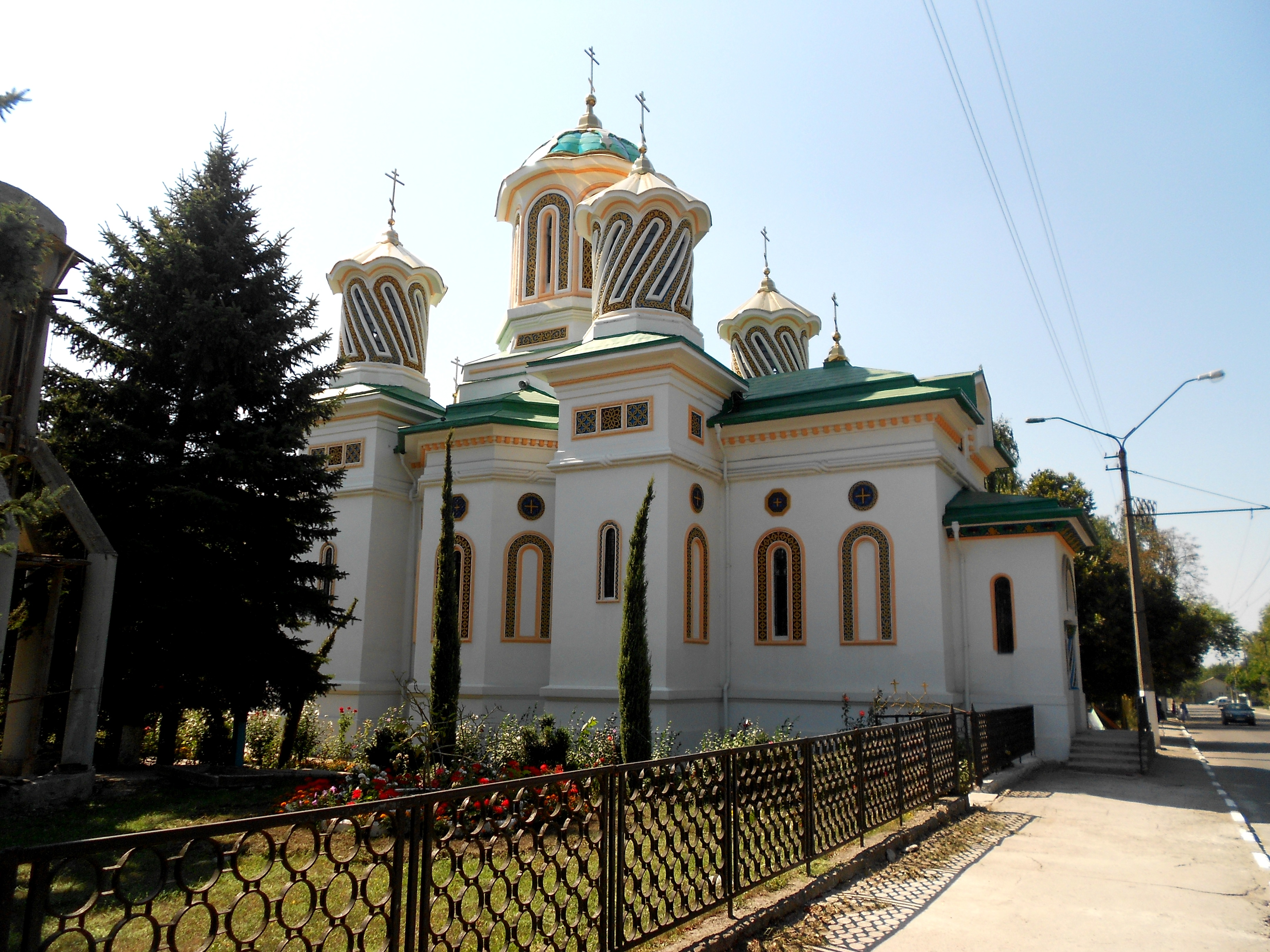
Церква Святої Паращевої, Бєльці
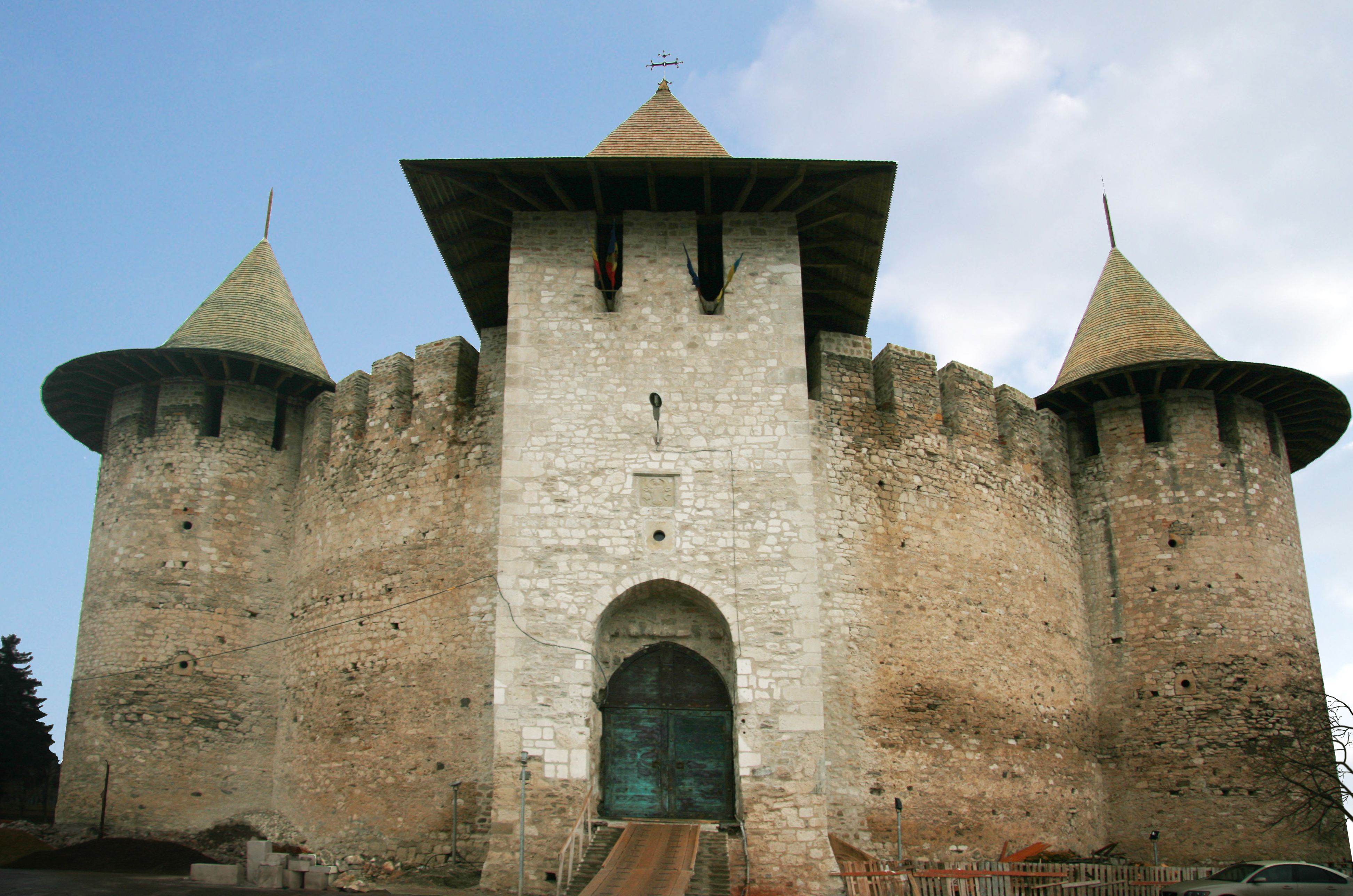
Сороцька фортеця
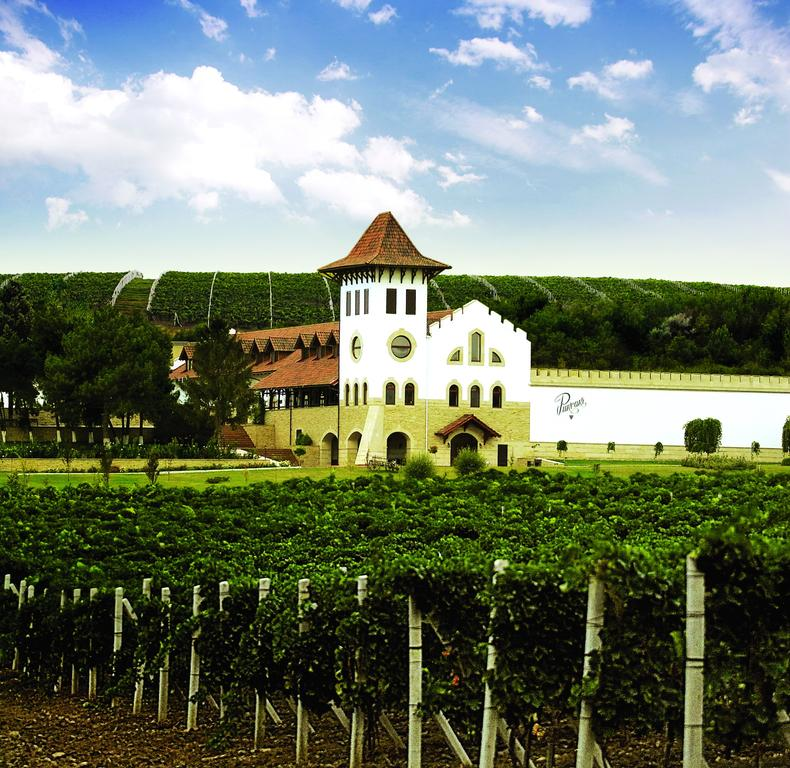
Purcari Chateau
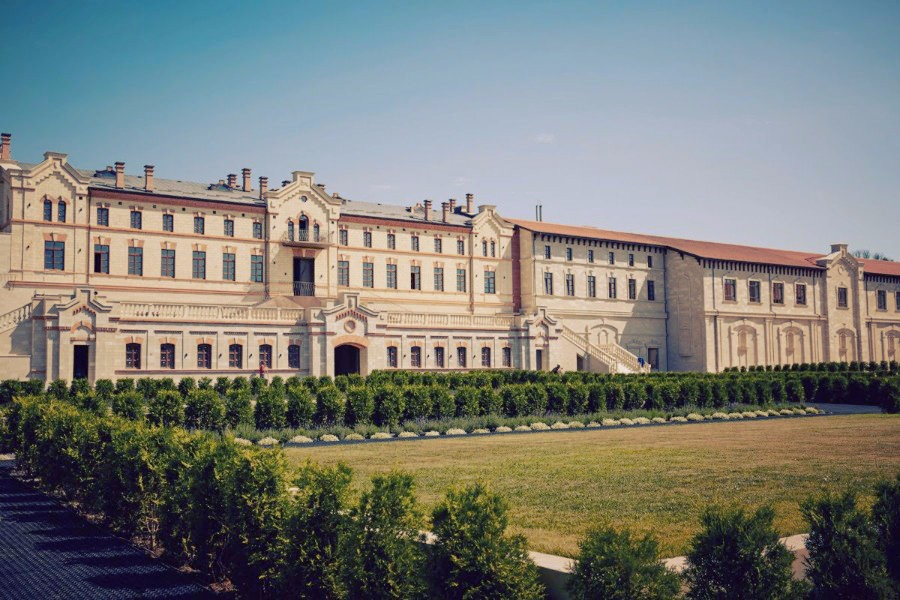
Мімі Винний замок
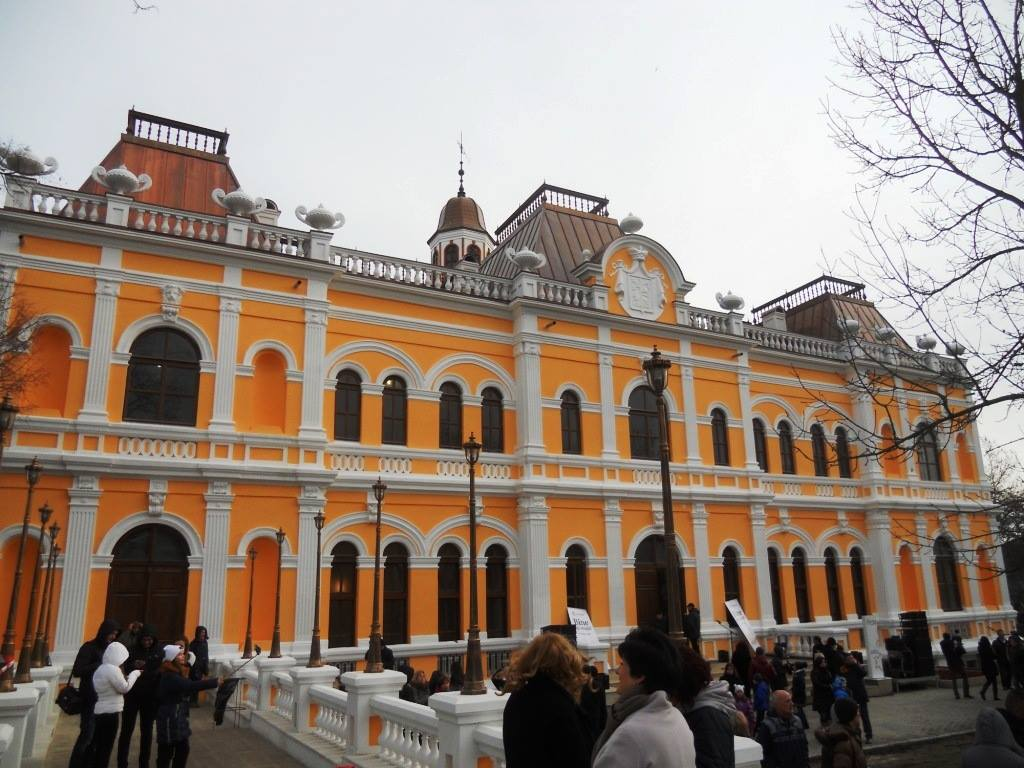
Особняк Манука Бея
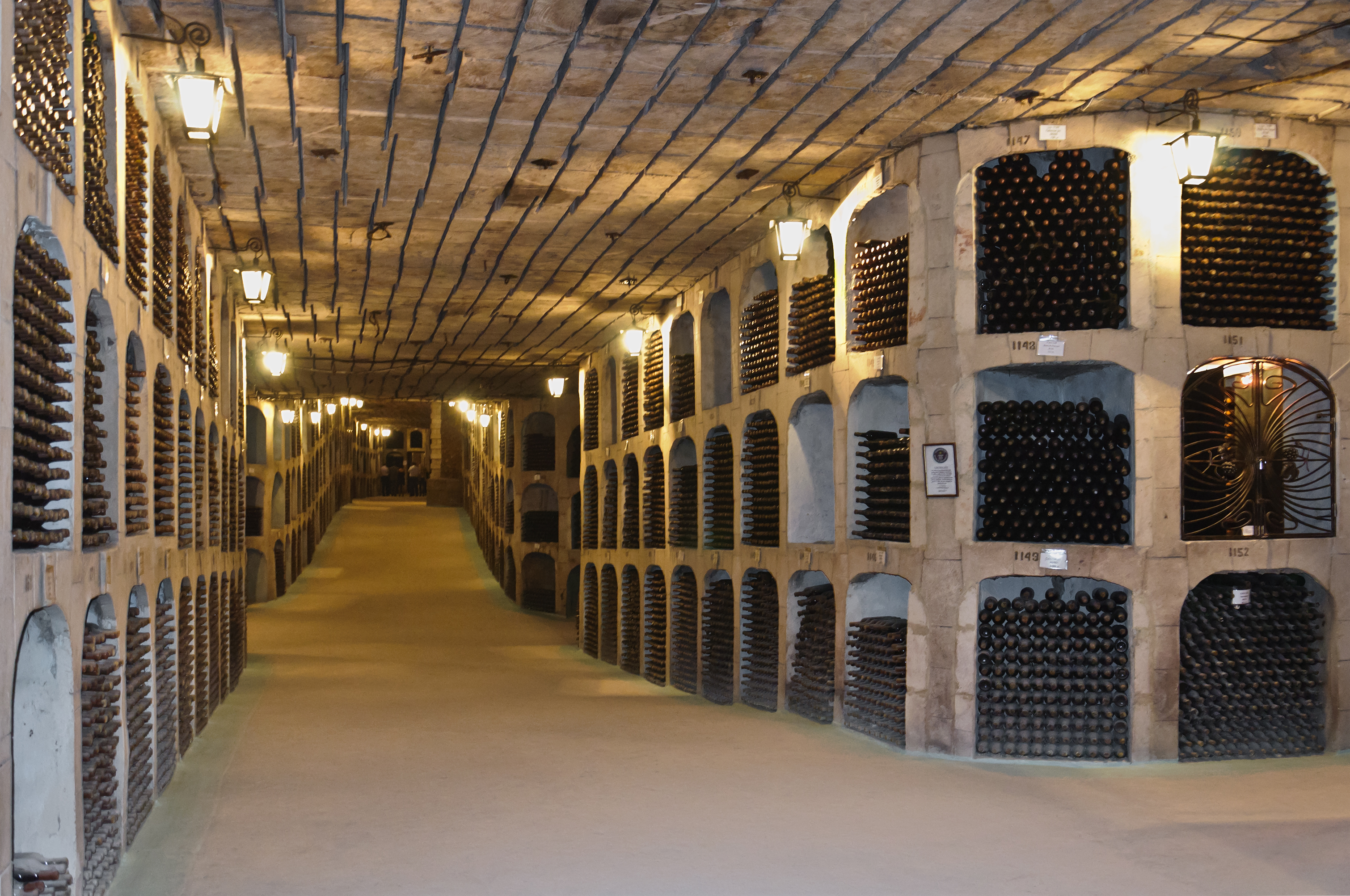
Mileștii Mici
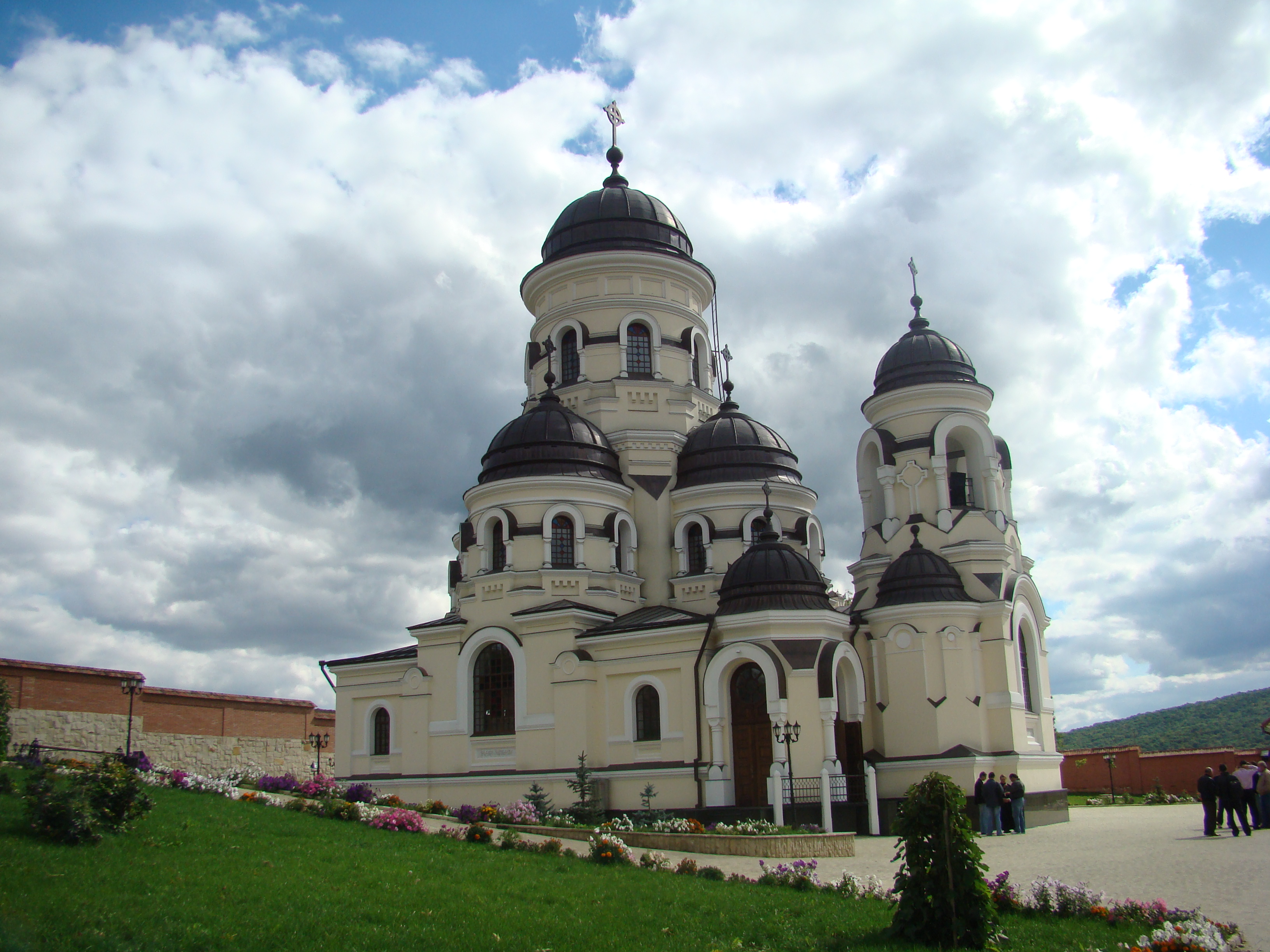
Кепріанський Успенський монастир
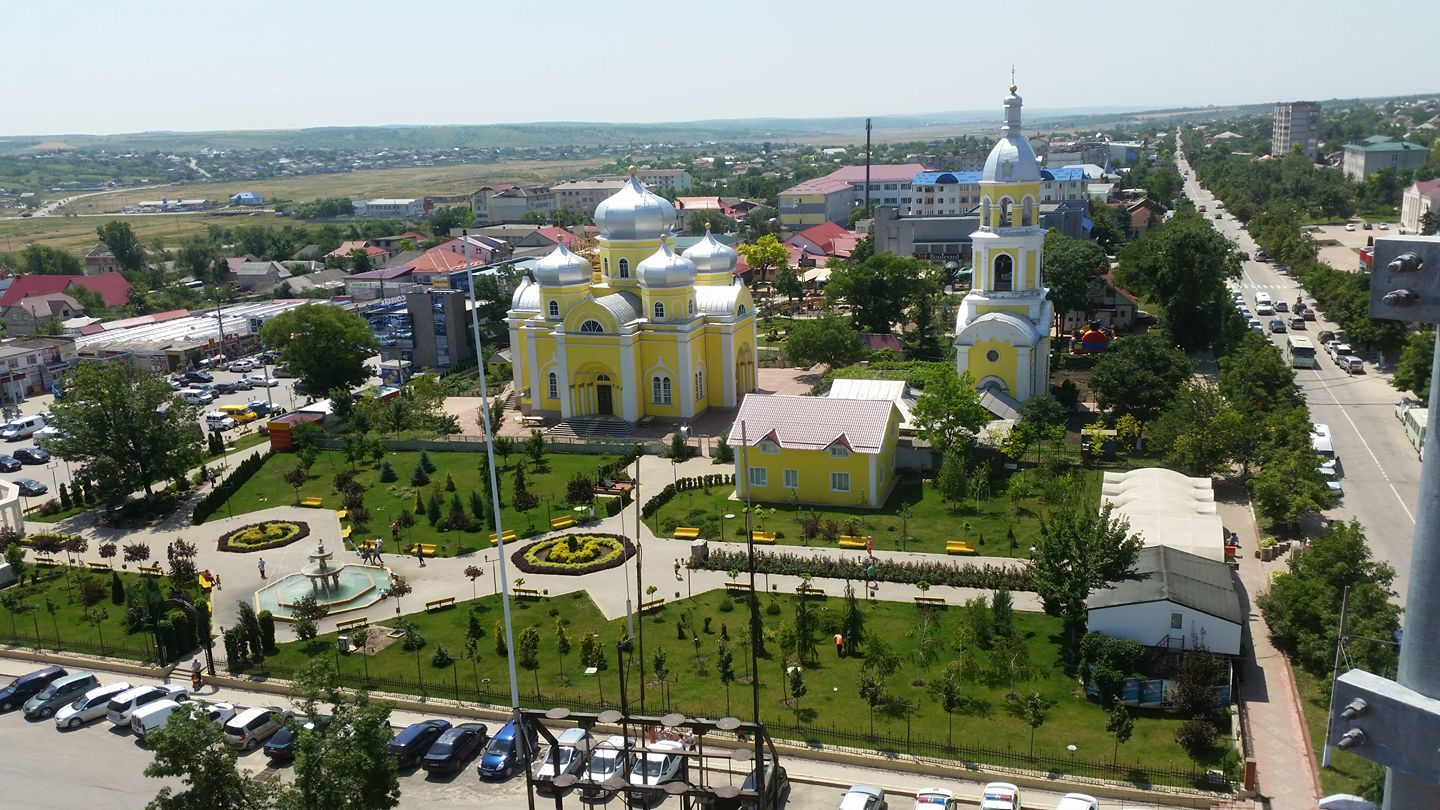
Комрат
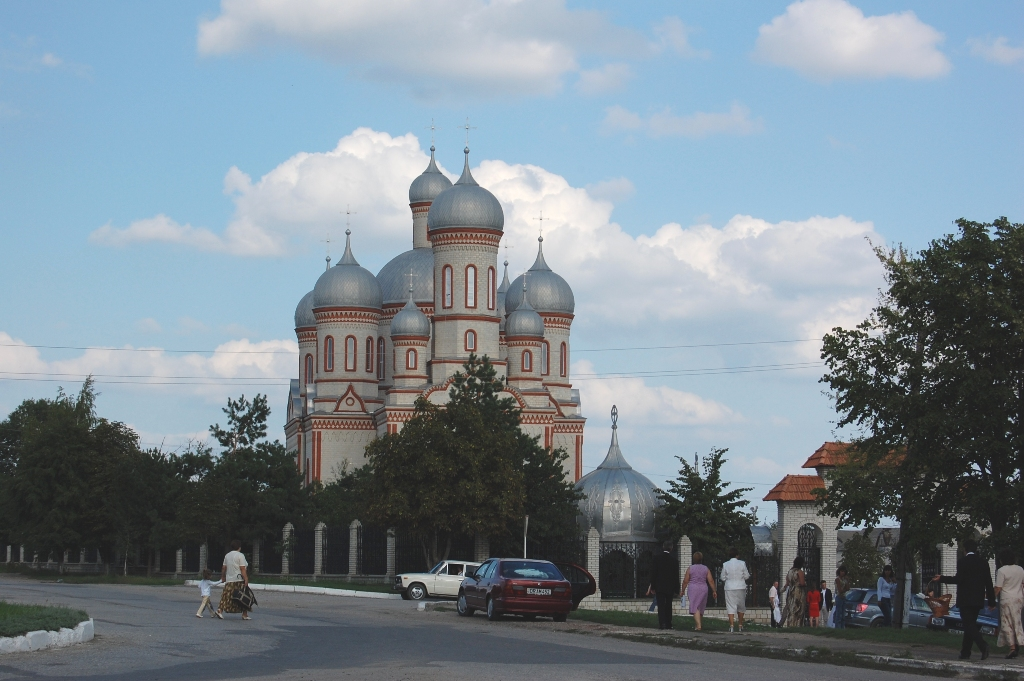
Ортодоксальний монастир, Дрокія

## Управління туризмом
Управління туризмом в Молдові здійснюється через різні органи державної влади, які здійснюють розробку й реалізацію політики у сфері туризму, а також підтримкою туристичної індустрії. Основні органи, які відіграють ключову роль у цьому процесі, це Міністерство культури Молдови, Національне агентство з туризму Молдови, місцеві органи влади, а також асоціації та приватні компанії.

#### Міністерство культури Молдови
Міністерство культури Молдови є центральним органом виконавчої влади, відповідальним за формування та реалізацію державної політики у сфері туризму. Міністерство розробляє стратегічні плани розвитку туризму, законодавчі ініціативи та координацію зусиль різних державних і приватних організацій, які працюють в цій галузі.
Основні завдання Міністерства культури в галузі туризму:
- Розробка національної стратегії розвитку туризму.
- Сприяння культурному туризму.
- Захист та збереження культурної спадщини.
- Координація з іншими державними органами та місцевими органами влади.

#### Національне агентство з туризму Молдови
Національне агентство з туризму Молдови (ANT) є спеціалізованим агентством, відповідальним за просування Молдови як туристичного напрямку на міжнародному рівні. Агентство здійснює маркетингові кампанії, організовує участь Молдови в міжнародних туристичних виставках та заходах, а також розвиває туризм усередині країни.
Основні завдання Національного агентства з туризму:
- Маркетинг та просування Молдови як туристичного напрямку.
- Координація з міжнародними туристичними організаціями.
- Розробка та впровадження стандартів якості туристичних послуг.
- Підтримка розвитку інфраструктури туризму.

#### Місцеві органи влади
Місцеві органи влади, такі як міські та регіональні ради, відіграють важливу роль у розвитку туризму на своїх територіях. Вони можуть ініціювати та підтримувати місцеві туристичні проекти, зокрема, розвиток інфраструктури та збереження культурної спадщини.
Основні завдання місцевих органів влади:
- Розвиток місцевої туристичної інфраструктури.
- Організація місцевих туристичних заходів і фестивалів.
- Підтримка малого та середнього бізнесу в туристичній галузі.
- Співпраця з місцевими та міжнародними туристичними організаціями.

#### Асоціації та приватні компанії
Асоціації, такі як Асоціація туристичних агентств Молдови (ANTA), а також приватні компанії, відіграють важливу роль у туристичній індустрії. Вони забезпечують обслуговування туристів, розробку туристичних маршрутів і послуг, а також сприяють підвищенню якості обслуговування.
Основні завдання асоціацій і приватних компаній:
- Надання туристичних послуг (готелі, туроператори, екскурсії).
- Розвиток і просування нових туристичних маршрутів.
- Підвищення кваліфікації персоналу в туристичній галузі.
- Участь у міжнародних туристичних виставках і заходах.

#### Основні напрями розвитку туризму
Молдова активно працює над поліпшенням туристичної інфраструктури та залученням інвестицій в цю галузь. Одним з пріоритетних напрямків є розвиток винного туризму, завдяки відомим молдовським виноробним регіонам. Молдова має багаті традиції виноробства, і винні тури є одними з найпопулярніших серед туристів.
Крім винного туризму, велика увага приділяється культурному та екологічному туризму. Культурний туризм включає в себе відвідування історичних пам'яток, музеїв, фестивалів та інших культурних заходів. Екологічний туризм орієнтований на відвідування національних парків, природних заповідників та інших природних об'єктів.

#### Співпраця з міжнародними організаціями
Молдова активно співпрацює з міжнародними організаціями, такими як Всесвітня туристична організація (UNWTO), з метою обміну досвідом і покращення якості туристичних послуг. Участь у міжнародних програмах і ініціативах допомагає Молдові впроваджувати передові практики в галузі туризму і підвищувати свою привабливість як туристичного напрямку.
Таким чином, управління туризмом в Молдові є комплексним процесом, який включає в себе діяльність державних органів, місцевих влад, асоціацій та приватного сектора, спрямованих на розвиток та просування туристичної галузі країни.

## Статистика відвідувань
Більшість іноземних відвідувачів Молдови у 2015 році приїхали з таких країн:

| №  | Країна             | Кількість |
| -- | ------------------ | --------- |
| 1  | Румунія            | 1,300,945 |
| 2  | Україна            | 1,013,779 |
| 3  | Росія              | 258,320   |
| 4  | Болгарія           | 47,831    |
| 5  | Італія             | 32,884    |
| 6  | Туреччина          | 21,818    |
| 7  | Ізраїль            | 17,518    |
| 8  | США                | 17,133    |
| 9  | Білорусь           | 14,136    |
| 10 | Португалія         | 9,576     |
|    | Загальна кількість | 2,856,089 |

Більшість туристів (включаючи лише тих, хто зупинявся в офіційному житлі) у Молдові приїхали у 2015 році
| №  | Країна             | Кількість |
| -- | ------------------ | --------- |
| 1  | Румунія            | 23,884    |
| 2  | Україна            | 13,503    |
| 3  | Росія              | 9,054     |
| 4  | Італія             | 4,677     |
| 5  | Туреччина          | 4,118     |
| 6  | Німеччина          | 3,964     |
| 7  | США                | 3,877     |
| 8  | Велика Британія    | 2,312     |
| 9  | Польща             | 2,154     |
| 10 | Франція            | 1,882     |
|    | Загальна кількість | 94,381    |

Більшість іноземних відвідувачів Молдови у 2018 році приїхали з таких країн:
| №  | Країна             | Кількість |
| -- | ------------------ | --------- |
| 1  | Румунія            | 2,524,403 |
| 2  | Україна            | 1,069,066 |
| 3  | Росія              | 322,256   |
| 4  | Болгарія           | 78,870    |
| 5  | Італія             | 46,594    |
| 6  | Німеччина          | 30,061    |
| 7  | Ізраїль            | 28,358    |
| 8  | Туреччина          | 25,936    |
| 9  | США                | 25,778    |
| 10 | Білорусь           | 20,039    |
|    | Загальна кількість | 4,334,215 |

## Туристичний логотип
28 квітня 2006 року Молдова представила новий логотип для туризму та разом з новим гаслом «Відкрий нас». Новий логотип складався з жовтого діаманту, на фоні зображення жовтого сонця, зеленого листя, помаранчевого каменю та червоної квітки. Логотип оновили у 2014.
Вплив туризму на екологію Молдови є багатогранним і включає як позитивні, так і негативні аспекти. З одного боку, туризм сприяє економічному розвитку та збереженню культурної спадщини, але з іншого, може призводити до екологічних проблем. Розглянемо конкретні кейси, що ілюструють ці впливи.

## Екологічний вплив туризму
Одним із найпопулярніших туристичних напрямків у Молдові є Національний парк "Орхейський заповідник". Це місце славиться своїми історичними та природними пам'ятками, що приваблюють тисячі туристів щороку. Однак, збільшення кількості відвідувачів створює навантаження на екосистеми парку. Наприклад, часте використання туристичних маршрутів призводить до ерозії ґрунтів та витоптування рослинного покриву. Крім того, неправильне поводження з відходами та відсутність належної інфраструктури для їх збирання і утилізації може спричинити забруднення водних ресурсів та навколишнього середовища.Національний парк Орхей
Іншим важливим прикладом є виноробні регіони Молдови, зокрема Крікова та Пуркарь, які приваблюють туристів своїми знаменитими винними турами. Хоча винний туризм сприяє розвитку місцевої економіки та підтримці виноробних традицій, він також має свої екологічні виклики. Зростання туристичної активності призводить до збільшення споживання водних ресурсів та енергії, а також до підвищення обсягів відходів. Виноробні підприємства, що намагаються відповідати зростаючому попиту, можуть збільшувати використання пестицидів та добрив, що негативно впливає на стан ґрунтів та водних ресурсів.
Проте, варто зазначити, що в Молдові також існують позитивні ініціативи щодо зменшення негативного впливу туризму на екологію. Наприклад, деякі виноробні запроваджують екологічно чисті технології виробництва та сертифікацію за міжнародними екостандартами. Також, у Національному парку "Орхейський заповідник" розробляються програми з екологічної освіти для туристів, що сприяє підвищенню обізнаності щодо необхідності збереження природних ресурсів.
Таким чином, туризм у Молдові має значний вплив на екологію, який включає як позитивні, так і негативні аспекти. Важливо продовжувати розвивати ініціативи, спрямовані на зменшення екологічного навантаження та збереження природної спадщини країни, що дозволить зберегти її унікальні екосистеми для майбутніх поколінь.

## Транспорт
Основними засобами пересування в Молдові є залізничні дороги 1138 км (707 миль) і система автомобільних доріг (12 730 км або 7 910 миль загалом, у тому числі 10 937 км або 6 796 миль з твердим покриттям). Єдиним міжнародним повітряним шлюзом Молдови є Міжнародний аеропорт Кишинів. Термінал Джурджулешти на Дунаї сумісний з невеликими морськими суднами. Судноплавство по нижніх річках Прут та Ністру відіграє лише скромну роль у транспортній системі країни.